# آنابيل جورويتش
آنابيل جورويتش (بالإنجليزية: Annabelle Gurwitch)‏ هي كاتبة سيناريو ومنتجة أفلام وممثلة أمريكية، ولدت في 4 نوفمبر 1961 في الولايات المتحدة.

## أعمال

### أفلام
- (1996) رجل السلك[4]

## وصلات خارجية
- آنابيل جورويتش على موقع IMDb (الإنجليزية)
- آنابيل جورويتش على موقع ألو سيني (الفرنسية)
- آنابيل جورويتش على موقع أول موفي (الإنجليزية)
- آنابيل جورويتش على موقع قاعدة بيانات الأفلام السويدية (السويدية)
- آنابيل جورويتش على موقع قاعدة بيانات الفيلم (الإنجليزية)
- آنابيل جورويتش على موقع كينوبويسك (الروسية)